# Fake Music (Album)
Fake Music ist ein Jazzalbum der Formation Boneshaker, des Trios des Saxophonisten Mars Williams mit dem Bassisten Kent Kessler und dem Schlagzeuger Paal Nilssen-Love. Die am 26. Januar 2017 im Veranstaltungsort Elastic Arts in Chicago entstandenen Aufnahmen erschienen 2019 auf Williams’ Label Soul What Records.

## Hintergrund
Fake Music ist die vierte Veröffentlichung des Trios des Saxophonisten Mars Williams mit dem Bassisten Kent Kessler und dem Schlagzeuger Paal Nilssen-Love nach ihrem selbstbetitelten Debütalbum aus dem Jahr 2012, gefolgt von Unusual Words (Soul What, 2014) und Thinking Out Loud (Trost, 2017).

## Titelliste
- Boneshaker: Fake Music (Soul What Records 0004)[1]

1. Miakoda 17:12
2. Lovin’ the Buzz 20:08
3. Echo Clang 14:38

Die Kompositionen stammen von Mars Williams, Kent Kessler und Paal Nilssen-Love.

## Rezeption
Nach Ansicht von Mark Corroto, der das Album in All About Jazz rezensierte, entfacht ihr Sound ein kakophonisches Geschrei. Aber wie bei jedem Sturm gebe es auch hier eine ruhige Nachwirkung. Schon der Eröffnungsausbruch von Williams’ Tenorsaxophon-Energie werde durch Nilssen-Loves Trommelfeuer angeheizt. Das Ganze sei eine harte Sache, aber ein aufregendes Hörerlebnis.